# Последният континент
„Последният континент“ (The Last Continent) е двадесет и втората книга от поредицата на Тери Пратчет „Светът на диска“. Издадена за пръв път през 1998, в България през 2000 г.

## Герои
Главен герой на книгата е Ринсуинд. Второстепенни герои са магьосниците от Невидимия университет. Като епизодични герои се явяват Мърморко, магическото кенгуру, икономката на Невидимия университет, госпожа Уитлоу и множество местни хора.

## Сюжет
Внимание:  Текстът по-долу разкрива сюжета на произведението (или части от него)!
Действието на книгата се развива неопределено време след случките в „Интересни времена“, когато Ринсуинд е запратен с магия в неизследвания последен континент ХХХХ. Там той оцелява, тъй като е предопределен да стане герой на континента, връщайки отново Мокрото, или иначе казано дъжда. Паралелно с него, книгата разказва и историята на магьосниците от Невидимия университет, който попадат на остров в близост до ХХХХ, само че с хиляди години по-рано.

## Основни мотиви
- Австралия
- Еволюция
- Богове